# 米兰·扬沙
米兰·扬沙（1965年9月26日—），斯洛文尼亚男子赛艇运动员。他曾代表南斯拉夫、斯洛文尼亚参加1988年、1992年、1996年和2000年夏季奥林匹克运动会赛艇比赛，其中1992年奥运会获得一枚铜牌。